# Cucumis africanus
Cucumis africanus är en gurkväxtart som beskrevs av Carl von Linné d.y.. Cucumis africanus ingår i släktet gurkor, och familjen gurkväxter. Inga underarter finns listade i Catalogue of Life.